# Marie, matka boží
Marie, matka boží (v anglickém originále Mary, Mother of Jesus) je americký dramatický televizní film z roku 1999. Režisérem filmu je Kevin Connor. Hlavní role ve filmu ztvárnili Christian Bale, Pernilla August, Melinda Kinnaman, David Threlfall a Simone Bendix.

## Obsazení
| Christian Bale    | Ježíš Nazaretský |
| Pernilla August   | Marie Nazaretská |
| Melinda Kinnaman  | mladá Marie      |
| David Threlfall   | Josef Nazaretský |
| Simone Bendix     | Máří Magdalena   |
| John Shrapnel     | Šimon            |
| Edward Hardwicke  | Zachariáš        |
| Hywel Bennett     | Herod            |
| Geraldine Chaplin | Elizabet         |